# Ingo Kindervater
Ingo Kindervater (* 1. Januar 1979 in Burgwedel) ist ein deutscher Badmintonspieler.

## Karriere
In der Altersklasse U22 erntete Ingo Kindervater 1999 seine ersten Lorbeeren, als er Meister im Herrendoppel wurde. 2003 wurde er erstmals Titelträger bei den Erwachsenen im Doppel mit Björn Siegemund. Bei der Badminton-Europameisterschaft 2008 gewann er Bronze im Herrendoppel mit Kristof Hopp. 2012 konnte er mit der deutschen Herrennationalmannschaft die Silbermedaille bei der Mannschaftseuropameisterschaft erringen.
Mit 33 Jahren feierte er 2012 bei den Olympischen Spielen in London seine Olympiapremiere.
Er wurde 2013 bei den Europameisterschaften für gemischte Mannschaften in Russland Europameister.

## Sportliche Erfolge
| Saison    | Veranstaltung                        | Disziplin    | Platz | Name |
| --------- | ------------------------------------ | ------------ | ----- | --- |
| 1998/1999 | Deutsche Einzelmeisterschaft U22     | Herrendoppel | 1     | Ingo Kindervater / Thomas Tesche (1. BC Beuel) |
| 1998/1999 | Westdeutsche Einzelmeisterschaft U22 | Herreneinzel | 1     | Kindervater Ingo (1. BC Beuel) |
| 1999/2000 | Deutsche Einzelmeisterschaft         | Herrendoppel | 3     | Ingo Kindervater (1. BC Beuel) / Sebastian Ottrembka (Wiebelskirchen) |
| 2000/2001 | Deutsche Einzelmeisterschaft         | Herrendoppel | 3     | Ingo Kindervater / Michael Helber (1. BC Beuel / GW Wiesbaden) |
| 2000/2001 | Deutsche Mannschaftsmeisterschaft    | Mannschaft   | 2     | VfB Friedrichshafen (Niels Christian Kaldau, Xu Huaiwen, Lars Paaske, Nicol Pitro, Björn Siegemund, Claudia Vogelgsang, Ingo Kindervater, Bettina Mayer, Dennis Lens, Michael Fuchs, Peter Weinert, Falko Schmidt)    |
| 2001      | Iceland International                | Herrendoppel | 1     | Jochen Cassel / Ingo Kindervater |
| 2001/2002 | Deutsche Mannschaftsmeisterschaft    | Mannschaft   | 2     | VfB Friedrichshafen (Henrik Bengtsson, Tomas Johansson, Ingo Kindervater, Lars Paaske, Michael Pongratz, Björn Siegemund, Peter Weinert, Rasmus Wengberg, Xu Huaiwen, Bettina Mayer, Nicol Pitro, Claudia Vogelgsang) |
| 2002/2003 | Deutsche Einzelmeisterschaft         | Mixed        | 3     | Ingo Kindervater / Caren Hückstädt (VfB Friedrichshafen / 1. BCW Hütschenhausen) |
| 2002/2003 | Deutsche Mannschaftsmeisterschaft    | Mannschaft   | 3     | VfB Friedrichshafen (Niels-Christian Kaldau, Lars Paaske, Björn Siegemund, Ingo Kindervater, Dennis Lens, Michael Fuchs, Peter Weinert, Falko Schmidt, Xu Huaiwen, Nicol Pitro, Claudia Vogelgsang, Bettina Mayer)    |
| 2002/2003 | Deutsche Einzelmeisterschaft         | Herrendoppel | 1     | Björn Siegemund / Ingo Kindervater (VfB Friedrichshafen) |
| 2003/2004 | Deutsche Einzelmeisterschaft         | Herrendoppel | 1     | Björn Siegemund / Ingo Kindervater (VfB Friedrichshafen / TuS Wiebelskirchen) |
| 2003/2004 | Deutsche Mannschaftsmeisterschaft    | Mannschaft   | 3     | TuS Wiebelskirchen (Benjamin Woll, Uwe Ossenbrink, Michaela Peiffer, Elena Nozdran, Roman Spitko, Ingo Kindervater, Marcel Reuter)                                                                                    |
| 2004      | Norwegian International              | Herrendoppel | 1     | Kristof Hopp / Ingo Kindervater |
| 2004/2005 | Deutsche Einzelmeisterschaft         | Herrendoppel | 1     | Kristof Hopp (1. BC Bischmisheim) / Ingo Kindervater (TuS Wiebelskirchen) |
| 2004/2005 | Deutsche Einzelmeisterschaft         | Mixed        | 1     | Ingo Kindervater (TuS Wiebelskirchen) / Kathrin Piotrowski (FC Langenfeld) |
| 2005      | Belgian International                | Herrendoppel | 1     | Ingo Kindervater / Kristof Hopp |
| 2005/2006 | Deutsche Einzelmeisterschaft         | Mixed        | 1     | Ingo Kindervater (1. BC Beuel) / Kathrin Piotrowski (1. BC Bischmisheim) |
| 2005/2006 | Deutsche Mannschaftsmeisterschaft    | Mannschaft   | 3     | 1. BC Beuel (Ian Maywald, Yunyong Wu, Ingo Kindervater, Marc Hannes, Marc Zwiebler, John Gordon, Petra Overzier, Birgit Overzier)                                                                                     |
| 2005/2006 | Deutsche Einzelmeisterschaft         | Herrendoppel | 1     | Kristof Hopp (1. BC Bischmisheim) / Ingo Kindervater (1. BC Beuel) |
| 2006      | Austrian International               | Mixed        | 1     | Ingo Kindervater / Kathrin Piotrowski |
| 2006/2007 | Deutsche Mannschaftsmeisterschaft    | Mannschaft   | 3     | 1. BC Beuel (Ian Maywald, Yunyong Wu, Ingo Kindervater, Marc Hannes, Marc Zwiebler, Christoph Clarenbach, Tommy Allroggen, Petra Overzier, Birgit Overzier, Mareike Busch, Jessica Willems)                           |
| 2007      | Turkey International                 | Herrendoppel | 1     | Kristof Hopp / Ingo Kindervater |
| 2007      | Turkey International                 | Mixed        | 1     | Ingo Kindervater / Kathrin Piotrowski |
| 2007      | Volant d’Or de Toulouse              | Mixed        | 1     | Ingo Kindervater / Kathrin Piotrowski |
| 2007/2008 | Belgian International                | Herrendoppel | 1     | Kristof Hopp / Ingo Kindervater |
| 2007/2008 | Deutsche Einzelmeisterschaft         | Mixed        | 1     | Ingo Kindervater (1. BC Beuel) / Kathrin Piotrowski (BV Rot-Weiß Wesel) |
| 2007/2008 | Deutsche Einzelmeisterschaft         | Herrendoppel | 2     | Ingo Kindervater (1. BC Beuel) / Patrik Neubacher (BW Wittorf) |
| 2007/2008 | Deutsche Mannschaftsmeisterschaft    | Mannschaft   | 2     | 1. BC Beuel (Marc Hannes, Ingo Kindervater, Ville Lang, Yunyong Wu, Marc Zwiebler, Elizabeth Cann, Birgit Overzier)                                                                                                   |
| 2008/2009 | Deutsche Einzelmeisterschaft         | Herrendoppel | 2     | Michael Fuchs (1. BC Bischmisheim) / Ingo Kindervater (1. BC Beuel) |
| 2009/2010 | Deutsche Einzelmeisterschaft         | Mixed        | 1     | Ingo Kindervater / Birgit Overzier (1. BC Beuel) |
| 2009/2010 | Deutsche Einzelmeisterschaft         | Herrendoppel | 2     | Michael Fuchs (1. BC Bischmisheim) / Ingo Kindervater (1. BC Beuel) |
| 2010      | Strasbourg Masters                   | Herrendoppel | 1     | Kristof Hopp / Ingo Kindervater |
| 2010/2011 | Deutsche Einzelmeisterschaft         | Herrendoppel | 1     | Johannes Schöttler (1. BC Bischmisheim) / Ingo Kindervater (1. BC Beuel) |
| 2011/2012 | Deutsche Einzelmeisterschaft         | Herrendoppel | 1     | Johannes Schöttler (1. BC Bischmisheim) / Ingo Kindervater (1. BC Beuel) |
| 2012      | Mannschaftseuropameisterschaft       | Herrenteam   | 2     | Deutschland |
| 2012      | Bitburger Open                       | Herrendoppel | 1     | Johannes Schöttler / Ingo Kindervater |